# Tôtes (Calvados)
Tôtes is een plaats en voormalige gemeente in het Franse departement Calvados in de regio Normandië.

## Geschiedenis
In de 13de eeuw werd de plaats vermeld als Tostae en Tôtes.
Op het eind van het ancien régime werd Tôtes een gemeente.
In 1973 werd Tôtes met negen andere gemeenten samengevoegd in de nieuwe gemeente L'Oudon in een zogenaamde "fusion association". Aanvankelijk werd Saint-Martin-de-Fresnay hoofdplaats van de fusiegemeente, die dan ook Insee-code 14624 van Saint-Martin-de-Fresnay overnam. Bij een besluit uit 1990 werd Tôtes hoofdplaats van de gemeente, die dan de oude Insee-code 14697 van Tôtes kreeg.
Deze gemeente maakte deel uit van het kanton Saint-Pierre-sur-Dives tot dit op 22 maart 2015 werd opgeheven en de gemeenten werden opgenomen in het kanton Livarot. Op 1 januari 2017 fuseerde de gemeente met overige gemeenten van het voormalige kanton tot de commune nouvelle Saint-Pierre-en-Auge. Hierbij verloor Tôtes de status van commune associée.

## Bezienswaardigheden
- De Église Sainte-Marguerite

Lijst van Franse gemeenten · Arrondissement Lisieux · Calvados · Normandië